# Crewe Alexandra Football Club
El Crewe Alexandra Football Club és un club de futbol anglès de la ciutat de Crewe, Cheshire.

## Història
El club es formà l'any 1877 amb el nom Crewe Football Club, en escindir-se del Crewe Cricket Club. Posteriorment se li afegí el nom Alexandra, en referència a la princesa Alexandra de Dinamarca. El 1884 disputà per primer cop la FA Cup jugant contra el club escocès Queens Park de Glasgow, perdent 10-0. La temporada 1887-88 arribà a semifinals, derrotant Derby County i Middlesbrough, essent derrotat per Preston North End. Jugà a la Football Alliance i fou membre fundador de la Second Division el 1892, però el 1896 abandonà aquesta lliga.
Retornà a la Football League el 1921. El seu primer èxit important fou la victòria a la Copa gal·lesa de futbol l'any 1936 i l'any 1937. Durant les dècades de 1950 a 1980 el club jugà majoritàriament a la Fourth Division. El 1983 contractà com a entrenador Dario Gradi, el qual romangué en el càrrec fins a l'any 2007. El 1989 assolí l'ascens a la Third Division, on hi retornà el 1994. Jugà a la Division One entre 1997 i 2002. Després d'una temporada a la Division Two, tornà a ascendir l'any 2003 a la Division One, reanomenada Football League Championship el 2004. Disputà la League One entre 2006 i 2009, la League Two fins al 2012 i novament la League One a partir d'aquest any. L'any 2013 es proclamà campió del Football League Trophy.
Alguns jugadors que han passat pel club han estat Geoff Thomas, David Platt, Robbie Savage, Neil Lennon, Steve Jones o Bruce Grobbelaar.

## Palmarès
- Milk Cup
  - 1987, 1999
- Cheshire Senior Cup
  - 1910, 1912, 1913, 1923, 2002, 2003
- Copa gal·lesa de futbol
  - 1936, 1937
- Cheshire Premier Cup
  - 2009, 2010
- Football League Trophy
  - 2013